# Црква Свете Марине у Марини
Црква Свете Марине у Марини је стара црква, по којој је ово мјесто добило данашње име.

## Историја
Надбискуп барски и примас српски Шимун Милиновић је записао да је мјесто Марина добило име по прастарој цркви Свете Марине, која је била уз обалу у дну залива. Иван Лучић је записао: лат. e tal nome Marina oggi nella lingua Slava ritiene. Милиновић пише да је у вријеме историчара Лучића, ова црква била без крова и порушена, ну сада је опет направљена.
Смјештена је уз магистрални пут према Трогиру. Изграђена је највјероватније између 14. и 16. вијека, јер се око ње налазе гробови из тог времена. Црква је једнобродна грађевина од камена, једноставног прочеља и полукружне апсиде. Олтаром је окренута ка истоку. На прочељу данашње цркве је преслица са једним звоном, а изнад врата је розета. Сјеверни и јужни зид имају по један прозор. О цркви су се бринули попови глагољаши.
У другој половини 15. вијека надвила се опасност и на маринско подручје од Турака. Зато Трогирски кнез Алвиз Барбариг одобрава бискупу Фрањи Марацелу 1495. године да у маринској ували, уз цркву Св. Марине, сагради каштел за одбрану тамошњег становништва. Јединствени одбрамбени склоп – каштел, састојао се од бискупске куле подигнуте на хридинама у мору и утврде Цитаделе. Старији назив мјеста, од 9. вијека (у средњем вијеку), је био Босиљина, а крај се звао и Дрид. Становници насељени око каштела и Цитаделе, ново насеље и цијели териториј Босиљине, прозваше Марина.
Та света мученица је веома поштована код православних Срба, који је назвају и Огњена Марија. Доказ њеног јаког култа код Срба су многобројне цркве њој посвећене.
Код католика у Далмацији њен култ није развијен, па је ова црква, могуће, направљена од православних Срба који су у тај крај дошли пред турском најездом, а касније су покатоличени и од доба аустроугарске окупације и похрваћени. Католички Хрвати и остали западни хришћани ову светитељку зову и другим именом, Света Маргарета, док је православци и на истоку зову Светом Марином.
Црква се у новије вријеме повремено користи као изложбени простор културним догађањима.
Поред цркве је 2015. подигнута спомен биста Андрији Матијашу Пауку, хрватском генералу, који је родом из мјеста Позорац поред Марине, а погинуо је 1995. у великохрватској агресији на Републику Српску, код Мркоњић Града.